# إم آي آر سي
برنامج إم آي آر سي، برنامج قنوات آي.آر.سي لنظام التشغيل مايكروسوفت ويندوز. أنشأه خالد مردم بك في عام 1995. البرنامج كان مشهوراً جداً في عموم العالم ودول العالم العربي والخليج العربي وبالأخص المملكة العربية السعودية.

## وصلات خارجية
- الموقع الرسمي
- موقع مؤلف إم آي آر سي الرسمي